# Světice
Světice (en allemand : Swietitz) est une commune du district de Prague-Est, dans la région de Bohême-Centrale, en République tchèque. Sa population s'élevait à 1 253 habitants en 2020.

## Géographie
Světice se trouve à 2,5 km au sud-sud-est de Říčany et à 22 km au sud-est du centre de Prague.
La commune est limitée par Říčany au nord, par Tehov à l'est, par Všestary au sud et par Strančice à l'ouest.

## Histoire
La première mention écrite de la localité date de 1088.

## Transports
Par la route, Světice se trouve à 3 km de Říčany et à 30 km du centre de Prague.